# Famille Stern
Cette page explique l’histoire ou répertorie les différents membres de la famille Stern.
La famille Stern est une dynastie de riches banquiers à l'origine de la banque Stern. Plusieurs de ses membres reçurent des titres de noblesse au cours du XIXe siècle.

## Historique
La dynastie de la famille Stern descend de la famille Hass-Kahn originaire de Francfort-sur-le-Main depuis 1530. La branche Stern se sépare de la famille Hass-Kahn au XVIIe siècle.
En 1778, Samuel Hayum Stern devient marchand de vin dès que ce commerce n'est plus interdit aux gens de confession juive. Son fils Jacob Samuel Hayum, fonde la banque Jacob S.H. Stern (de) le 1er mars 1819.

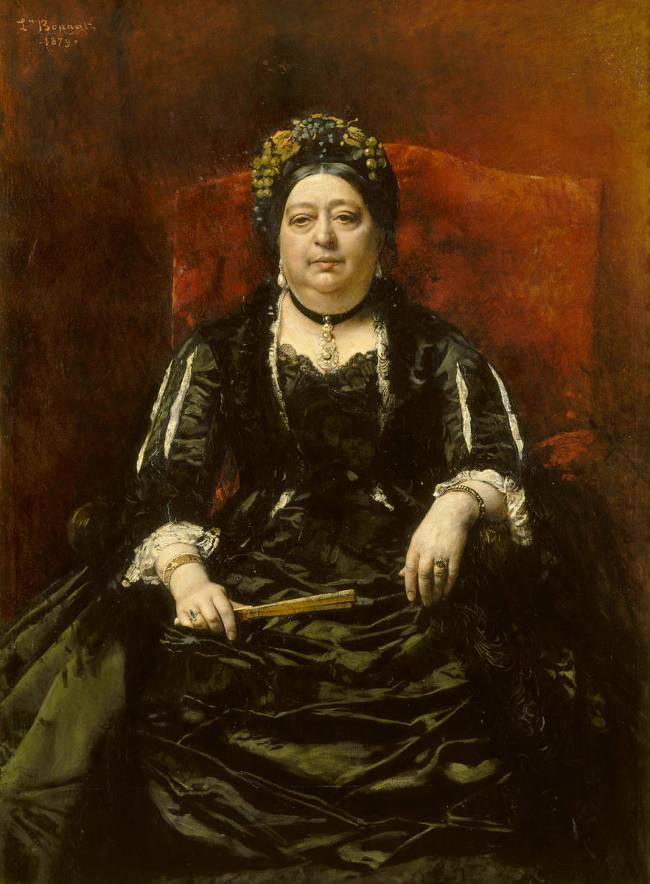
Madame Léopold Stern (1879) par Léon Bonnat.

Jacob Samuel a douze enfants qui s'allient à de grandes familles juives de banquiers et se dispersent sur le continent européen. Julius Stern s'installe à Berlin et y ouvre un établissement bancaire en 1840. David et Hermann Stern s'installent à Londres et ouvrent la banque Stern brothers en 1844. Abraham Jacob (Antoine Jacob), Léopold et Salomon s'installent à Paris et ouvrent la banque A.J. Stern & Cie, qui deviendra la banque Stern.
La famille Stern a été propriétaire du château de Villette du début du XXe siècle jusqu'à 2002.

## Membres notables
- Samuel Heyum Stern (1760-1819)
- Jacob Samuel Heyum Stern (1780-1833), banquier à Francfort
- Wolf Jacob Stern (1801-1854)
- Saly Wilhelm Stern (1832-1904), épouse Rosa Bemberg (1854-1890), fille d'Otto Bemberg
- Jacques Stern (1882-1949), banquier à Paris, député des Basses-Alpes, ministre de la Marine et des Colonies, épouse Simone de Leusse (1894-1974)
- Antoine Jacob Stern (1805-1885), banquier à Paris, fondateur de la banque A.J. Stern & Cie, chevalier de la Légion d'honneur
- Henriette Stern (1836-1905), épouse Georges Halphen (1832-1903), dont postérité (parmi laquelle Fernand Halphen)
- Jacques Stern (1839-1902), banquier à Paris, cofondateur de la Banque de Paris et des Pays-Bas, conseiller général de l'Oise, épouse Sophie Croisette (1847-1901)
- Louis Stern (1840-1900), banquier à Paris, épouse Ernesta de Hierschel (1854-1926)
- Jean Stern (1875-1962), banquier, champion olympique d'escrime en 1908, chevalier de la Légion d'honneur, épouse Claude Lambert (1884-1971), fille de Léon, 1er baron Lambert , président du Consistoire central israélite de Belgique, et de la baronne Zoé Lucie Betty de Rothschild
- Simone Stern (1905-1992), épouse Orazio Sanjust di Teleuda (1889-1973)
- Julius Stern (1807-1852), banquier à Berlin, épouse Louise Ellissen
- James Julius Stern (1835-1901), banquier
- Albert Gerald Stern (en) (1878-1966), banquier à Londres
- Frederick Claude Stern (es) (1884-1967), banquier et botaniste
- Theodor Stern (de) (1837-1900), banquier
- Suzette Stern (1845-), épouse Henri Fould (1837-1895), chevalier de la Légion d'honneur, dont postérité
- Léopold Stern (1810-1846), banquier
- David de Stern (-1877), banquier à Londres, cofondateur de la banque Stern Brothers, créé vicomte par le roi de Portugal en 1869
- Sydney Stern (1845-1912), 1er baron Wandsworth, banquier à Londres, membre de la Chambre des communes puis de la Chambre des lords
- Helen Stern (1847-1933), épouse Charles Warde (1845-1937), baronnet
- Edward Stern (1854-1933), banquier à Londres, philanthrope, épouse Constance Jessel, fille de George Jessel
- Alice Stern, épouse Francis Lucas (1850-1918)
- Hermann Stern (1815-1887), banquier à Londres, cofondateur de la banque Stern Brothers, créé baron par le roi de Portugal en 1869, épouse Julia Goldsmid
- Emily Theresa Stern (1846-1905), épouse Edward Dutton, 4e baron Sherborne (1831-1919)
- Herbert Stern (1851-1919), 1er baron Michelham (en), banquier à Londres, philanthrope, membre de la Chambre des lords
- Herman Alfred Stern (1900-1984), épouse Béatrice Capel (sœur de Boy Capel)
- Laura Stern (1855-), épouse David Lionel Goldsmid-Stern-Salomons (1851-1925), baronnet
- Salomon Stern (1818-1890), banquier, épouse Johanne Ellissen
- Edgard Stern (1854-1937), banquier à Paris, collectionneur d'art, épouse Marguerite Fould (1866-1956), fille de Henri Fould, chevalier de la Légion d'honneur, et de Suzette Stern
- Suzanne Stern (1887-1954), épouse Bertrand de Sauvan d'Aramon (1876-1949), député
- Maurice Stern (1888-1962), banquier à Paris, chevalier de la Légion d'honneur, épouse Alice Goldschmidt (1906-2008)
- Antoine Stern (1925-1995), banquier, président-directeur général de la Banque Stern, épouse Christiane Laroche (1926) (divorcée de Jean-Claude Servan-Schreiber, dont postérité), fille de Hervé Laroche, directeur de la BNCI, chevalier de la Légion d'honneur
- Édouard Stern (1954-2005), banquier, vice-président de la Banque Stern, associé-gérant de la Banque Lazard, épouse Béatrice David-Weill (1957), fille de Michel David-Weill, membre libre de l'Académie des beaux-arts, grand-croix de la Légion d'honneur, et d'Hélène Lehideux
- Mathilde Stern
- Louis Stern
- Henri Stern
- Gérard Stern (1927), épouse Brigitte Noetzlin (1938), petite-fille d'Edouard Noetzlin
- Jérôme Stern (1969), épouse Sarah von Goldschmidt-Rothschild (1975), fille de Gilbert de Goldschmidt-Rothschild et de France Motte
- Diane Stern (1973)
- Hubert Stern (1893-1972), conseiller général de l'Oise
- Thérèse Stern (1859-1935), épouse Louis Singer (1857-1932), maire de Neufmoutiers, fils d'Alexandre Singer, agent de change, et de Flore Ratisbonne
- Caroline Stern (1782-1854), épouse le baron Salomon Mayer von Rothschild (1774-1855), fils de Mayer Amschel Rothschild et de Gutlé Schnapper.

## Galerie

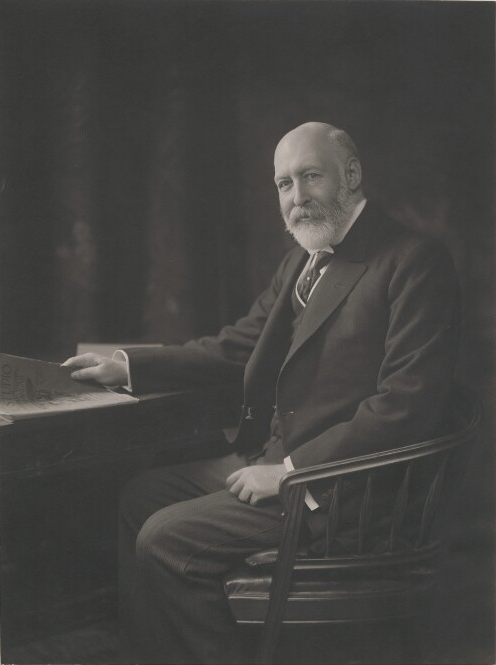
Herbert Stern (1851-1919), Baron Michelham.
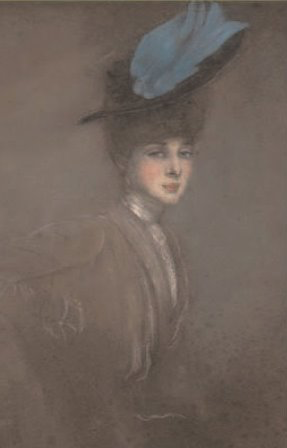
Ernesta Stern
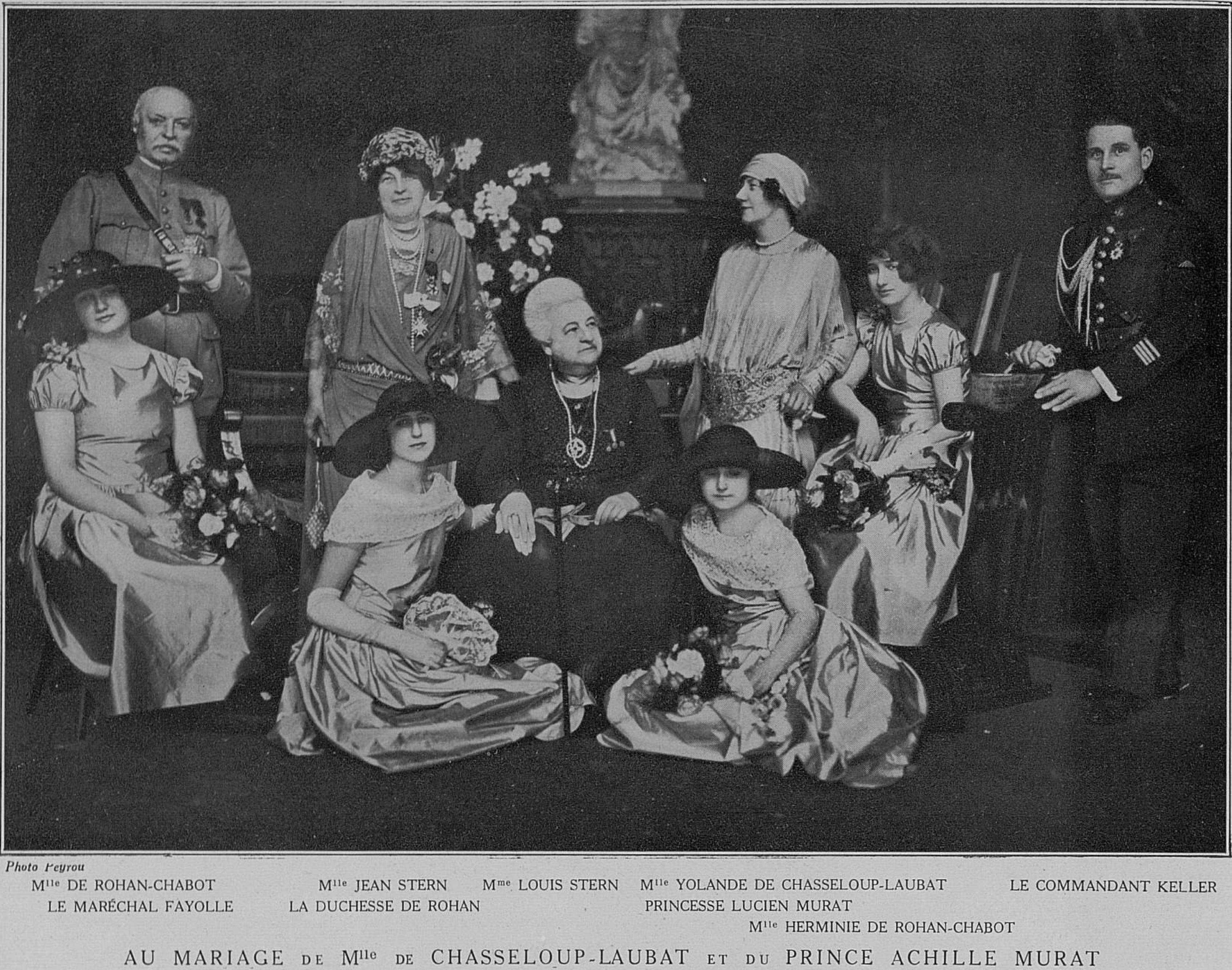
Ernesta Stern entourée de sa famille.
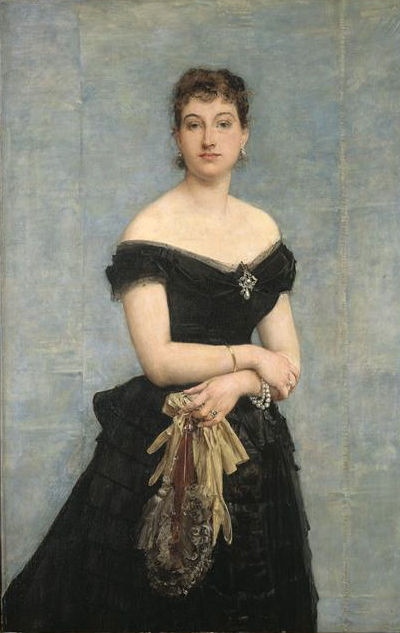
Mme Louis Singer, née Thérèse Stern.
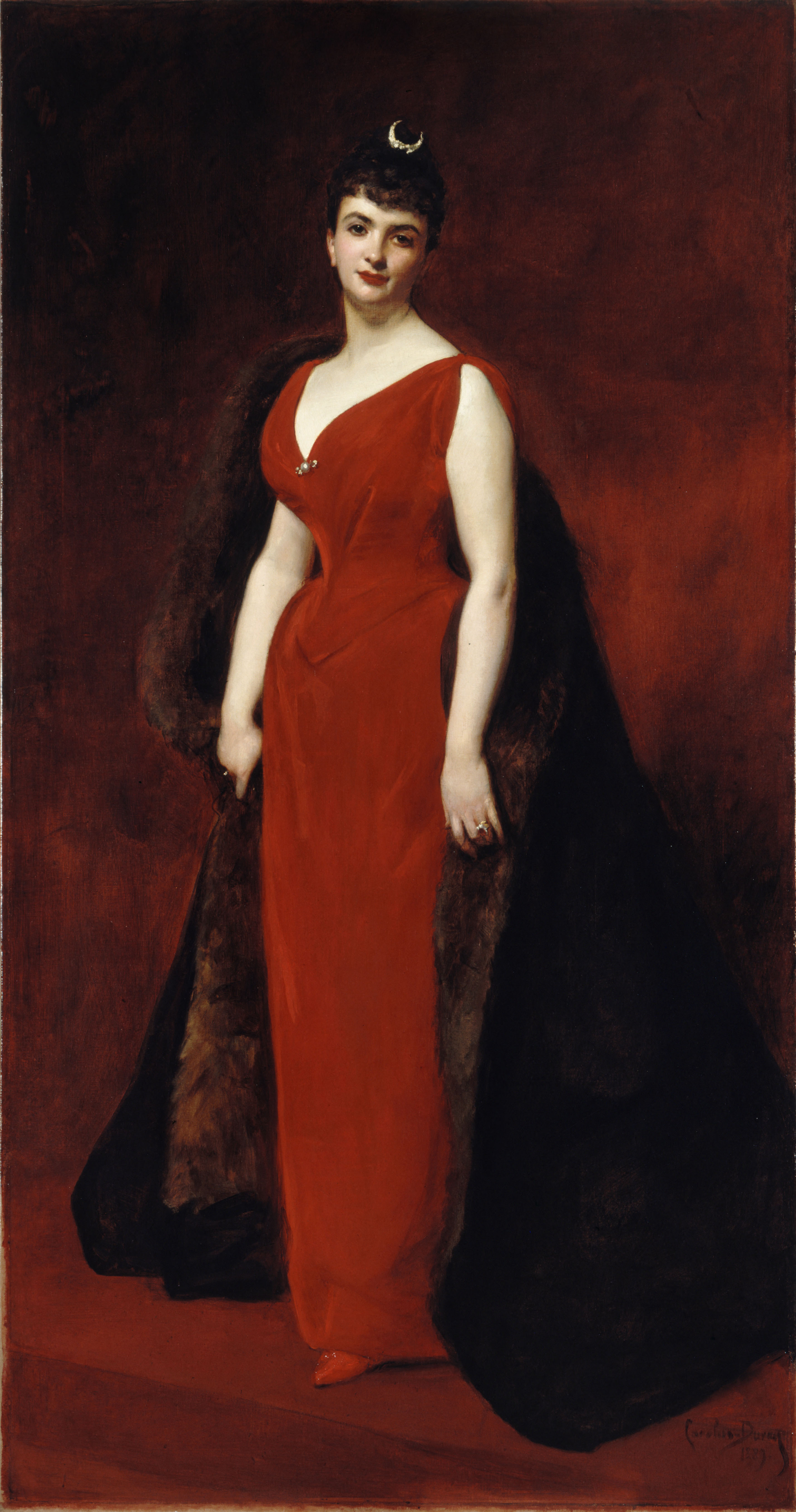
Mme Edgard Stern, née Marguerite Fould